# Bethlehem Shipbuilding Corporation
Bethlehem Steel Corporation Shipbuilding Division, conosciuta anche come Bethlehem Shipbuilding Corporation, Limited era la divisione di costruzioni navali dell'industria siderurgica Bethlehem Steel Corporation ed è stata una delle tre principali imprese private di costruzioni navali americane nel corso della prima metà del XX secolo, insieme a Newport News Shipbuilding e a New York Shipbuilding.

## Storia
Bethlehem Shipbuilding Corporation venne creata nel 1905 dopo la acquisizione da parte della Bethlehem Steel dei cantieri Union Iron Works di San Francisco nello stato americano della California, che fu anche la prima sede della Bethlehem Shipbuilding Corporation.
Nel 1913 con l'acquisizione dello stabilimento Fore River Shipyard gli uffici della sede centrale società vennero trasferiti a Quincy nello stato del Massachusetts; nel 1964 quando questo cantiere venne ceduto alla General Dynamics la sede centrale venne trasferita a Sparrows Point nel Maryland fino alla chiusura della Divisione cantieristica avvenuta nel 1997. Nel 1940 la società era la prima delle tre grandi imprese private di costruzioni navali con capacità realizzative di qualsiasi tipo di nave.
All'inizio del 1940 Bethlehem Shipbuilding controllava quattro cantieri, Fore River, Sparrows Point, San Francisco e Staten Island. Durante la seconda guerra mondiale, la compagnia ebbe una notevole espansione aumentando anche il numero dei cantieri controllati: Fore River Shipyard a Quincy nel Massachusetts (1913-1964), Union Iron Works (1905-1941) e Hunters Point Drydocks (1908-1920) a San Francisco in California, Alameda Works Shipyard (1916-1956) ad Alameda in California, Bethlehem Sparrows Point Shipyard (1914-1997) a Sparrows Point nel Maryland, Bethlehem Brooklyn 56th Street (1938-1963 a Brooklyn nello stato di New York.
L'attività cantieristica venne progressivamente dismessa fino a cessare del tutto nel 1997 nel tentativo di salvare il Core business della siderurgia della casa madre coinvolta in una grave crisi che l'avrebbe portata al fallimento nel 2001 e alla chiusura nel 2003.